# 高雄市立小港高級中學
高雄市立小港高級中學（英語：Kaohsiung Municipal Siaogang Senior High School，縮寫：HKHS）是一所位於臺灣高雄市小港區的市立高中。地理位置鄰近高雄國際機場及捷運小港站。高雄市政府為配合教育部發展與改進高級中學中程計畫，乃於民國79年（1990）5月10日核定設立「小港高級中學」，並於同年7月1日成立籌備處，規劃設校事宜。民國81年（1992）7月1日奉市政府核定正式成立「高雄市立小港高級中學」，同年8月1日正式招收高一新生十班，現有班級合計四十五班。

## 概要
1990年5月10日高雄市政府核定設立「小港高級中學」，並於7月1日成立籌備處。1992年7月1日，奉高雄市政府核定正式成立高雄市立小港高級中學。1992年12月12日，第一期校舍工程完工，包含行政大樓及第一棟西側大樓。東側大樓於1993年10月12日啟用。1996年1月24日，第二期校舍工程含圖書館與教學大樓完工。1998年7月29日，第三期校舍科學館工程完工。2018年6月，學生活動中心落成啟用。
學校和台電及中油設有產學合作班，分別為「台電機電班」及「中油科學班」，能於畢業後依規劃參與甄選應試。

## 歷任校長
| 任別 | 任期                | 姓名   |
| ---- | ------------------- | ------ |
| 1    | 1992年8月—2002年2月 | 曾國光 |
| 2    | 2002年3月—2008年7月 | 李興源 |
| 3    | 2008年8月—2015年7月 | 楊文堯 |
| 4    | 2015年8月—2023年7月 | 陳建民 |
| 5    | 2023年8月—現任      | 薛鈺勤 |